# Lama del Badiotto e Garzaia della Brarola
Lama del Badiotto e Garzaia della Brarola este o arie protejată (arie de protecție specială avifaunistică — SPA) din Italia întinsă pe o suprafață de 102 ha, integral pe uscat.

## Localizare
Centrul sitului Lama del Badiotto e Garzaia della Brarola este situat la coordonatele 45°17′57″N 8°29′48″E / 45.299074°N 8.496594°E.

## Înființare
Situl Lama del Badiotto e Garzaia della Brarola a fost declarat arie de protecție specială avifaunistică în octombrie 2006 pentru a proteja 7 specii de animale.

## Biodiversitate
Situată în ecoregiunea continentală, aria protejată conține 4 habitate naturale: Păduri de stejar sau de stejar și carpen sub-atlantice și medio-europene de Carpinion betuli, Râuri de munte și vegetația lor lemnoasă cu Salix elaeagnos, Pajiști uscate seminaturale și facies de acoperire cu tufișuri pe substraturi calcaroase (Festuco-Brometalia) (* situri importante pentru orhidee), Lacuri eutrofice naturale cu vegetație de tip Magnopotamion sau Hydrocharition.
La baza desemnării sitului se află mai multe specii protejate:
- păsări (3): stârc cenușiu (Ardea cinerea), egretă mică (Egretta garzetta), stârc de noapte (Nycticorax nycticorax)
- pești (4): Barbus plebejus, Cobitis bilineata, Protochondrostoma genei, Telestes muticellus

Pe lângă speciile protejate, pe teritoriul sitului au mai fost identificate 3 specii de plante, 2 specii de amfibieni, 1 specie de nevertebrate, 7 specii de pești, 2 specii de reptile.